# Obdurodon
Obdurodon es un género de monotremas  extintos que vivieron desde el Oligoceno Superior hasta el Mioceno Inferior. Se conocen dos especies, o tal vez tres, pues no existe una certeza exacta de que Monotrematum sudamericanum, el único fósil de monotrema hallado en Sudamérica, pertenezca a este género o constituya otro independiente.
A diferencia de los ornitorrincos modernos (Ornithorhynchus anatinus), los adultos de este género mantenían los dientes.
Las dos especies unánimemente reconocidas como pertenecientes al género son Obdurodon dicksoni y O. insignis. 

## Obdurodon dicksoni
Estos fósiles datados entre el Bajo y el Medio Mioceno fueron hallados en 1984 por Archer, M., Jenkins, F.A., Hand, S.J., Murray, P. y Godthelp, H. en Riversleigh, Nueva Gales del Sur.
La especie se ha caracterizado a partir de un cráneo y varios dientes dispersos. 
Físicamente recuerda mucho al del ornitorrinco actual, aunque existen algunos rasgos diferenciadores significativos:
- El septo maxilar de O. dicksoni es mayor que el de O. anatinus, de donde se deduce el mayor tamaño del pico y en general del animal.
- Los procesos coronoides y angular de ambas especies difieren notablemente, suponiéndose por tanto distintas técnicas masticatorias.
- El pico de O. dicksoni tiene en el centro un agujero oval rodeado por huesos.
- Los molares permanecen en los adultos de Obdurodon, mientras que en la especie actual sólo los individuos jóvenes tienen dientes. No obstante, ambas especies presentan crestas en lugar de incisivos y caninos.
- Dada la morfología del pico de ambas especies, se supone que mientras que Ornithorhynchus anatinus busca su alimento removiendo el fondo, su ancestro hacía lo propio en los laterales.

La fórmula dentaria de Obdurodon dicksoni es: {\displaystyle i:0/0;c:0/0;p:2/2;m:2/3;}.
En la mandíbula inferior, M1 tiene 6 raíces, M2 tiene 5 y M3 sólo una, mientras que en la superior, M1, también tiene 6 mientras M2 tiene 4. Los premolares tienen únicamente una raíz y son muy diferentes a los anteriores.

## Obdurodon insignis
El primer hallazgo de esta especie datada en el Oligoceno Superior tuvo lugar en Australia Meridional, y se debe a los trabajos que realizaron Mike O. Woodburne y Dick H. Tedford en el desierto de Tirari durante 1975. 
Entre los hallazgos de éste y otros trabajos, se cuenta con un molar inferior con seis raíces, otro con cuatro, fragmentos de quijada y pelvis.
El tamaño es algo inferior al de O. dicksoni.

## Obdurodon tharalkooschild
- Fue descubierto en 2012 por un equipo de la Universidad de Nueva Gales del Sur incluyendo a Mike Archer, Suzanne Hand, y Rebecca Pian[1] siendo hallados sus restos en Queensland, en estratos del Mioceno medio a superior (5–15 millones de años). El material fósil de Obdurodon tharalkooschild se basa en un único diente molar descubierto en el sitio Two Tree Site en los lechos fósiles de Riversleigh en el noroeste de Queensland.[2] Se cree, debido al desgaste de sus dientes que sugiere que se empleaban para aplastar caparazones duros (como los de las tortugas), que esta especie era carnívora y medía aproximadamente el doble de grande que los ornitorrincos modernos, es decir de cerca de un metro de largo. El nombre de esta especie fue escogido en honor del relato aborigen australiano de la creación del ornitorrinco, en el que una pata llamado Tharalkoo da nacimiento a la quimérica criatura tras haber sido violada por una rata acuática.[1][3]